# Longer (bài hát)

"Longer" là một bài hát được ca sĩ kiêm nhạc sĩ người Mỹ Dan Fogelberg viết, thâu và được phát hành vào năm 1979 bởi Full Moon Records và Epic Records. Bài hát này có trong album Phoenix năm 1979 của Fogelberg. Nó cũng được đưa vào album HITS hay nhất năm 1982 của ông ấy cũng như nhiều bản thu âm khác.
Fogelberg, người đã phát hành hầu hết nhiều bài hát theo kiểu nhạc rock trong suốt những năm 1970, đã mô tả một cách đùa giỡn "Longer" trong ghi chú cho một trong những album hồi tưởng của ông ấy là "Bài hát đưa tôi lên thang máy." Ông ấy đã viết bài hát trong khi đi nghỉ mát ở Maui, "Một đêm nọ đang nằm trong một chiếc võng và nhìn lên các vì sao. Có vẻ như bài hát này đã trôi dạt quanh vũ trụ, nhìn thấy tôi, và quyết định là tôi sẽ cho nó một nơi thích hợp."  Đệm cho giọng hát của Fogelberg một đàn guitar hòa tấu (ca sĩ tự chơi) cũng như kèn Flugelhorn được Jerry Hey trình diễn.
Về nội dung, bài hát so sánh các sự kiện khác nhau ("dài hơn so với những ngôi sao trên thiên đàng") với sự gắn bó tình cảm của anh ấy với người ông ấy yêu ("Anh đã yêu em").

## Nghệ sĩ
- Dan Fogelberg – Giọng ca, Đàn guitar hòa tấu
- Jerry Hey – flugelhorn
- Gayle Levant – Hạc cầm

## Vị trí bảng xếp hạng
Tại Vương quốc Anh, "Longer" là bài hát duy nhất của Fogelberg để đạt được bảng xếp hạng đơn của Vương quốc Anh, nơi nó đạt đỉnh ở vị trí thứ 59. 
"Longer" đã được phát hành dưới dạng đĩa đơn vào cuối năm 1979, trước khi phát hành album Phoenix. Nó trở thành hit bảng xếp hạng cao nhất của Fogelberg trong sự nghiệp của ông ấy, dành hai tuần ở vị trí thứ 2 trên bảng xếp hạng Billboard Hot 100 vào tháng 3 năm 1980.  Vào tuần đầu tiên nó đứng sau "Crazy Little Thing Called Love"  của Queen, và vẫn ở vị trí á quân vào tuần tới sau "Another Brick in the Wall" của Pink Floyd. Ngoài ra, "Longer" đã trở thành bài hát đầu tiên trong số bốn bài hát số 1 của Fogelberg trên bảng xếp hạng đương đại người lớn của Billboard từ năm 1980 đến 1984. Bài hát đạt vị trí số 85 trên bảng xếp hạng âm nhạc country Billboard.
Tại Vương quốc Anh, "Longer" là bài hát duy nhất của Fogelberg lọt vào bảng xếp hạng đơn của Vương quốc Anh, nơi nó đạt được vị trí thứ 59. 

| Chart (1979–80)                             | Peak position |
| ------------------------------------------- | ------------- |
| Canadian RPM Top Singles                    | 19            |
| Canadian RPM Adult Contemporary             | 6             |
| Canadian RPM Country Tracks                 | 64            |
| UK Singles Chart                            | 59            |
| U.S. Billboard Hot 100                      | 2             |
| U.S. Billboard Adult Contemporary           | 1             |
| U.S. Billboard Hot Country Singles & Tracks | 85            |
| U.S. Cash Box Top 100                       | 1             |

| Chart (1980)           | Rank |
| ---------------------- | ---- |
| U.S. Billboard Hot 100 | 33   |
| U.S. Cash Box          | 21   |